# 朱日和镇
朱日和镇是中华人民共和国内蒙古自治区锡林郭勒盟苏尼特右旗下辖的一个镇。其名称“朱日和”（汉语拼音字母：Jurh）意为心脏，又意“勇气”、“胆量”。亞洲最大陸軍基地朱日和訓練基地虽主体并不位於此，但此镇却是访问该基地最便捷的镇。
原巴彦朱日和苏木（驻巴彦哈尔社区）已与本镇城乡合并。

## 行政区划
朱日和镇下辖以下地区：
哈日淖尔社区、新民社区、巴彦哈尔社区、额很乌苏村社区、乌兰村社区、榆树村社区、哈敦乌苏村社区、洪浩尔敖包村社区、巴彦高勒嘎查社区、敦达乌苏嘎查社区、巴彦塔拉嘎查社区、巴彦洪格尔嘎查社区、巴彦德勒格尔嘎查社区、巴彦敖日格勒嘎查社区、洪格尔嘎查社区、巴彦宝拉格嘎查社区、乌兰哈达嘎查社区和查干乌拉嘎查社区。